# City Hunter
City Hunter (jap. シティーハンター Shitī Hantā) – manga autorstwa Tsukasy Hōjō, wydawana w latach 1985–1991. Na jej podstawie powstał także serial anime, emitowany w latach 1987–1991.
Wydawnictwo Japonica Polonica Fantastica wydaje mangę w Polsce od 2022 roku.
W 1993 roku wyprodukowano także pełnometrażowy film akcji w koprodukcji hongkońsko-japońsko-amerykańskiej pt. Miejski łowca z Jackie Chanem w roli głównej, w 2011 roku południowokoreański serial live action City Hunter (kor.: 시티헌터, sitiheonteo) będący adaptacją mangi a w 2018 roku film francuski Nicky Larson i perfumy miłości.

## Fabuła
Głównym bohaterem jest Ryo Saeba. Jest on tytułowym City Hunterem – prywatnym detektywem, mieszkającym w Tokio. Wraz z towarzyszącą mu Kaori Makimurą często jest najmowany do rozwiązywania niebezpiecznych zagadek kryminalnych. W czasie wolnym od pracy jego hobby jest podrywanie kobiet.

## Obsada
Lista dubbingowanych postaci:
- Akira Kamiya jako Ryo Saeba
- Kazue Ikura jako Kaori Makimura
- Hideyuki Tanaka jako Hideyuki Makimura
- Tesshō Genda jako Umibōzu
- Yōko Asagami jako Saeko Nogami
- Yoshino Takamori jako Reika Nogami

## Odbiór
Według rankingu zrobionego w 2008 roku, City Hunter było 16. najlepiej sprzedającą się mangą Shūkan Shōnen Jump, osiągając pułap 35 mln egzemplarzy. W badaniu zrobionym w 2006, przez TV Asahi, City Hunter uplasowało się na 65. miejscu 100 najlepszych anime wszech czasów. Zarówno recenzenci jak i redakcja polskojęzycznego magazynu tanuki.pl ocenili anime City Hunter na 7/10.
Postać Ryo Saeby trzy razy z rzędu (1988–1990) została uznana za najlepszą postać męską przez miesięcznik Animage. Kreujący go Akira Kamiya, także otrzymał nagrodę Anime Grand Prix w kategorii najlepszy seiyū, w 1989 i 1990.